# 制憲国民大会

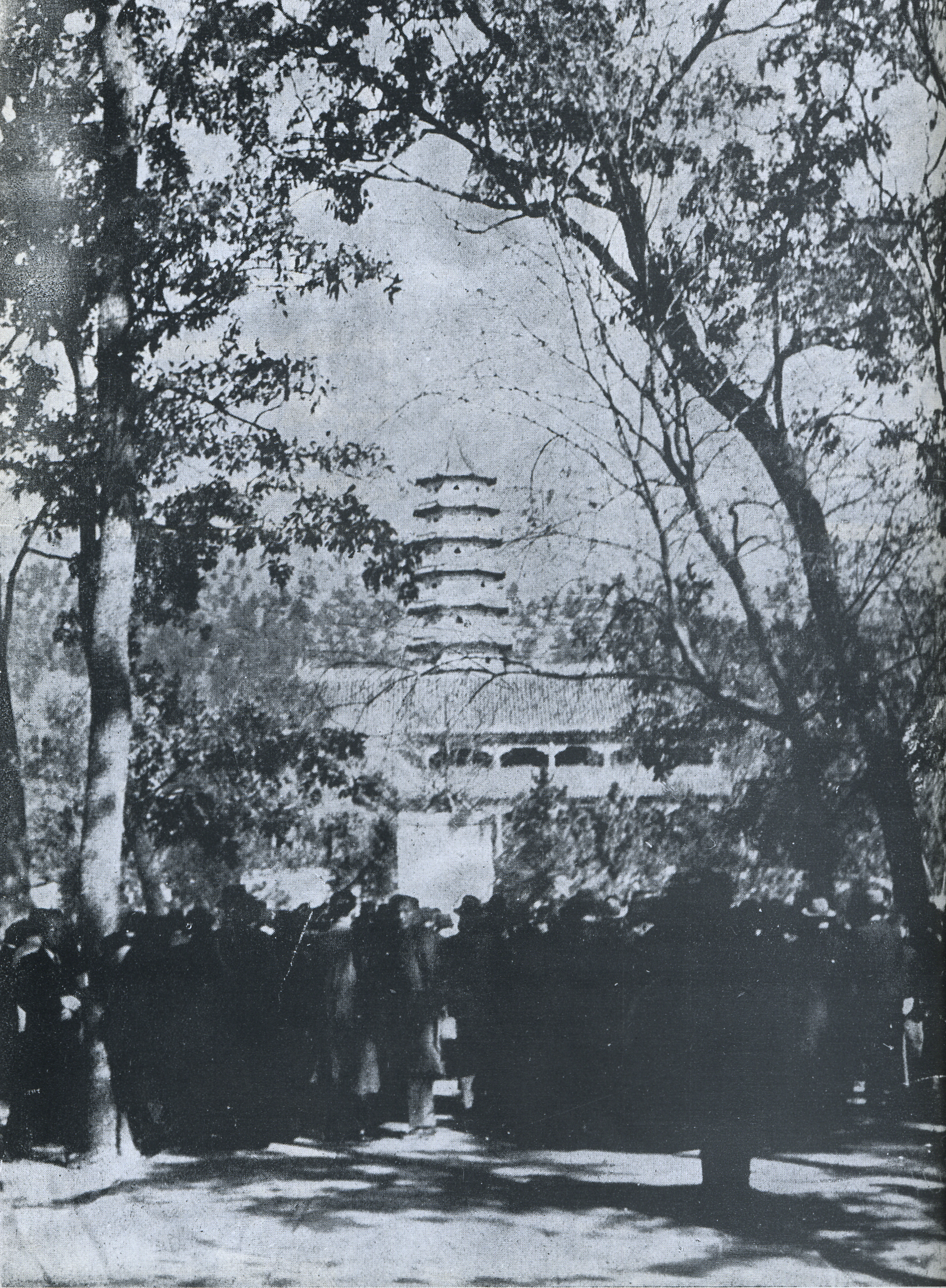
制憲国民大会の前夜、代表団が霊谷寺の墓に日中戦争の犠牲者を弔う

制憲国民大会（せいけんこくみんたいかい）は、中華民国国民政府（蔣介石政権）が「中華民国憲法」を制定するために招集した会議であり、民国35年（1946年）11月から12月にかけて南京市の国民大会堂で開催された。この会議に参加する代表は民選などによって選出された。主な参加党は中国国民党、中国青年党、中国民主社会党だった。
制憲国民大会は、中国近現代史発展に影響を与えた重要な出来事である。今日の台湾地区に適用される中華民国憲法、および2つの中国の問題に直接関係しているため、今も議論され続ける歴史事件である。

## 会議の背景

### 国民会議運動
1923年、曹錕による中華民国憲法が制定された後、孫文の国民党広州軍政府と中国共産党はこれに反対し、憲法の再制定を求めた。これは国民党北前の国民党運動だった。
1924年の北京政変で、馮玉祥は曹錕を倒し、孫文を北に招いて計画について話し合った。この時、孫文は国会を召集するために北上することを決意したが、1925年に亡くなり、国会は予定通りに召集できなかった。孫文が死ぬ前に、汪兆銘に「速やかに国民会議を召集するよう」を遺言に書き込むと命じた。

### 「五五憲草」
中華民国は、国民党の北伐終結により「訓政時期」に入った。孫文の国民政府建国大綱によれば、軍政、訓政、憲政の3つの時期に分けて国を建設する。中華民国政府は、訓政期間に入った後すぐ、中華民国憲法の起草と制定を開始した。
当時、中国の政治情勢は複雑で、内外の紛争が続き、さまざまな勢力の意見が異なり、誰もが認める憲法草案を起草するのが難航し続けた。民国25年（1936年）5月5日、「五五憲草」と呼ばれる中華民国憲法の草案がについに公表された。憲法草案が公表後、次にやることは制憲国民大会を招集し、審議、可決することであった。しかし、日中戦争の勃発によって、民国26年（1937年）に予定されていた制憲国民大会は延期を重ね、終戦後にようやく開催された。
1936年には全国の憲法国会選挙が行われ、ほとんどの地域の憲法代表が民選で選出、北東部は満州国による占領下にいたので、国民政府は被占領地区で特別選挙を採用した。国民政府は民選に加えて、選挙に参加したくない多くの有名人を積極的に採用した。また、訓政中の国民党中央委員会の委員を制憲国民大会の選挙を経ずに参加することができる。その後、日中戦争が勃発し、国民会議は1946年に延期されたが、10年前に選出された代表者の資格は依然として有効となる。1936年の国民党と共産党の内戦状態にあるため、共産党は地域代表の選挙に参加できず、政党の比例代表の議席しか持てなかった。そのため、1945年から1946年にかけて国共交渉した際、共産党はその議席数を増やすために旧代表資格の廃止を要求したが合意できなかった、このことが後の政治協商会議で焦点となった。